# Plebejus anna
Plebejus anna is een vlinder uit de familie van de Lycaenidae. De wetenschappelijke naam van de soort is voor het eerst geldig gepubliceerd in 1861 door Edwards. De soort komt voor in het uiterste westen van Noord-Amerika.